# Серо Бонете
Серо Бонете (на испански: Cerro Bonete) е планина в Аржентина, разположена в северната част на провинция Ла Риоха, близо до границата с провинция Катамарка. Най-високата точка на планината е на 6759 метра надморско равнище, което нарежда Серо Бонете на четвърто място по надморска височина в Северна и Южна Америка след Аконкагуа, Охос дел Саладо и Монте Писис. Данните от топографската радарна мисия на борда на космическа совалка (SRTM) опровергават грешно посочваната височина от 6872 m.
Планината представлява застинал вулкан, чиято калдера е около 6 km в диаметър. Билото на Серо Бонете е скалисто. Интересна особеност е планинското езеро с дължина е 2 km, разположено в южната част на калдерата. Предполага се наличие на хидротермална енергия, която топли чистите води на езерото.
Най-известният връх, често отъждествяван с планината, е Серо Бонете Чико.
Не трябва да се бърка с друга планина с вулканичен произход, наречена Серо Бонете Гранде, разположена на 12 km на север.